# Parigi-Bourges 1972
La Parigi-Bourges 1972, ventitreesima edizione della corsa e valevole come prova del circuito UCI categoria CB.1, si svolse il 6 maggio 1972 e fu vinta dal francese Cyrille Guimard.

## Ordine d'arrivo (Top 10)
| Pos. | Corridore                | Squadra | Tempo |
| ---- | ------------------------ | ------- | ----- |
| 1    | Cyrille Guimard          | Mercier |       |
| 2    | Jean-Pierre Danguillaume | Peugeot |       |
| 3    | Jose Catieau             | Sonolor |       |
| 4    | Roland Berland           | Bic     |       |
| 5    | Gerard Moneyron          | Mercier |       |
| 6    | Willy Teirlinck          | Sonolor |       |
| 7    | Gerard Besnard           | Peugeot |       |
| 8    | Barry Hoban              | Peugeot |       |
| 9    | Robert Mintkiewicz       | Sonolor |       |
| 10   | Charles Rouxel           | Peugeot |       |